# Stephen Jefferies
Stephen Jefferies (Rinteln, 24 giugno 1951) è un ex ballerino e direttore artistico britannico, primo ballerino del Royal Ballet dal 1973 al 1994.

## Biografia
Jefferies è nato in Germania ed è cresciuto a Birmingham. All'età di quindici anni ha vinto una borsa di studio per la Royal Ballet School, diplomandosi nel 1969. 
Nel 1973 fu nominato primo ballerino del Royal Ballet e nel corso della sua carriera al Covent Garden ha danzato molti dei grandi ruoli maschili del repertorio, tra cui Rudolph in Mayerling, Siegfried ne Il lago dei cigni, Romeo nel Romeo e Giulietta, il Principe ne La bella addormentata, Oberon in The Dream, Colas ne La fille mal gardée, Lescaut in Manon, Herr Drosselmeyer ne Il lago dei cigni e Ilario in Giselle. 
Sulle scene londinesi si è fatto apprezzare per le sue doti drammatiche e ha ricevuto particolari apprezzamenti per il suo lavoro nelle coreografie di David Bintley: per le sue interpretazioni in Sons of Heros e Cyrano ha ricevuto due candidature ai Laurence Olivier Award per l'eccellenza nella danza nel 1985 e nel 1992.
Nel 1976 fu étoile ospite del National Ballet of Canada e parallelamente all'attività con il Royal Ballet ha danzato in veste di primo ballerino ospite con numerose compagnie europee e, in particolare, con il Balletto di Stoccarda. A Stoccarda infatti ha danzato come Romeo nel Romeo e Giulietta di John Cranko e nel ruolo di Albrecht in Giselle. Nel 1982 ha danzato accanto a Sarah Brightman nel musical di Andrew Lloyd Webber Song and Dance al Palace Theatre di Londra. Inoltre, nel corso della sua carriera ha danzato con ballerine d'eccezione quali Margot Fonteyn, Natalia Makarova, Marcia Haydee, Yoko Morishita, Gelsey Kirkland, Lynn Seymour, Carla Fracci e Alessandra Ferri.
Dal 1996 è direttore artistico dell'Hong Kong Ballet.